# Tomàs Vibot Railakari
Tomàs Vibot Railakari (Palma, Mallorca, 1973) és un filòleg, investigador i estudiós del patrimoni material i Immaterial de Mallorca.
Té un màster en Estudis Baleàrics a la Universitat de les Illes Balears. Ha col·laborat a la premsa local, en el Butlletí de la Societat Arqueològica Lul·luliana i Estudis Romànics. També és col·laborador del Diari de Balears dins el suplement “L'Espira” i en la secció “De ruta”. Ha estat col·laborador en programes radiofònics com la Tertúlia d'Ona Mallorca, Ràdio Jove, “Diumenge, diumenge” i “Al Dia” (IB3 Ràdio).
És coautor del Catàleg de Béns Patrimonials de Puigpunyent, Bunyola, Mancor de la Vall, Campos i Santanyí, i del Catàleg Integral de Béns Patrimonials de la Serra de Tramuntana. També és coautor dels catàlegs de camins de Puigpunyent, Son Servera, Artà i Sineu. Va col·laborar en la presentació de la candidatura de la Serra de Tramuntana com a Patrimoni de la Humanitat (UNESCO).